# 李含 (西晋)
李 含（り がん、? - 303年）は、中国西晋時代の人物。字は世容。隴西郡狄道県（現在の甘粛省定西市臨洮県）の人。

## 生涯

### 若き日
幼い頃から才幹があったという。ある時期、始平郡に移住し、始平・隴西の両郡から孝廉に推挙された。
安定郡には皇甫商という人物がおり、李含より年下で豪族の家柄であった。彼は李含が低い身分の家柄であった事から、それを憐れんで交流を深めようとしたが、李含はこれを拒絶した。皇甫商はこれを恨み、州へ短檄を送って李含の悪評を並べ立てたので、李含は門亭長という低い官位に就くこととなった。
会州刺史郭奕はかねてより李含の評判を聞いており、李含と会うと人より抜きん出ていると思い、別駕に抜擢した。こうして群僚の一員となり、さらに秀才に挙げられた。
やがて洛陽へ出仕して公府に招かれると、初め太保掾に任じられ、やがて秦国郎中令に任じられた。その後、司徒により領始平中正に任じられた。秦王司馬柬がこの世を去ると、李含は台儀により、葬儀を執り行って除喪の任に従事した。尚書趙浚は身分に対して李含の官職が重い事を妬み、上奏して李含には除喪の任は不適当であると弾劾した。本州大中正傅祗もまた名声と道義の観点から李含を貶めた。だが、中丞傅咸は上表し、李含は清廉・公正で忠誠があり、世を治める才を持ち、さながら史魚に匹敵すると述べ、この弾劾に反論した。だが、恵帝に聞き入れられず、李含は五品に降格となって長安に帰った。
永康2年（301年）1月、趙王司馬倫は側近孫秀と謀って帝位を簒奪し、国政を掌握した。孫秀もまた李含の才能を認めており「李含には文武に大才がある。下級官人では無い。」と述べ、東武陽県令に抜擢した。
その後、長安を守る河間王司馬顒の要請により、李含は征西司馬に任じられた。司馬顒は彼を大いに信任し、やがて長史に任じた。
斉王司馬冏が司馬倫誅殺を掲げて挙兵すると、以前の安西参軍夏侯奭は侍御史を自称し、始平郡で数千の兵を集めて司馬冏に呼応した。夏侯奭は司馬顒にも協力するよう使者を派遣すると、司馬顒は李含にどう対応すべきか相談した。李含は司馬倫と結託して夏侯奭を討つよう勧めると、司馬顒はこれに同意し、主簿房陽と振武将軍張方を派遣して夏侯奭を討伐させた。夏侯奭は敗れて捕らえられ、その同胞十数人と共に長安の市で腰斬刑に処された。
さらに李含の進言により、司馬顒は司馬冏からの使者を捕らえて司馬倫に送り、張方に関中の諸将を率いさせて司馬倫の援護をさせた。だが、後に司馬冏と成都王司馬穎の勢力が優勢である事を知り、司馬顒は李含を龍驤将軍に任じ、領督護席薳らを統率させて張方軍を引き止めさせた。李含は張方軍と合流すると、司馬冏軍に味方して潼関まで進んだ。
4月、左将軍王輿は洛陽で政変を起こすと、孫秀を殺して司馬倫を幽閉し、恵帝を復位させた。これを聞き、李含は軍を長安へ還らせた。
梁州刺史皇甫商は司馬倫に信任されていたので、司馬倫が敗れると大いに恐れ、長安まで出向いて職を辞す事を司馬顒へ請願したが、司馬顒はこれを慰撫して甚だ厚遇し、皇甫商が洛陽に帰るときには自ら酒宴を開いて送別を行った。だが、李含はかつての恨みもあって司馬顒へ「商（皇甫商）は倫（司馬倫）の信臣であり、罪を恐れてここに至ったのです。交流を持つべきではありません。」と諫めたので、皇甫商はこれを知ると大いに怨んだという。司馬顒は皇甫商と李含の諍いを知っていたが、これを大目に見て咎めなかった。
太安元年（302年）、李含は朝廷より招聘を受けて翊軍校尉に任じられ、洛陽へ入った。当時、皇甫商は司馬冏の参軍事となっており、かつて李含の策略により殺害された夏侯奭の兄もまた司馬冏に仕えていたので、李含は大いに不安に陥った。また、李含は司馬冏の右司馬趙驤とも対立してしまい、司馬冏からも大いに警戒されるようになった。李含は遂に単身出奔すると、長安へ逃げ戻った。この時、李含は司馬冏討伐の密詔を得たと偽り、その日の夜に司馬顒へこれを見せた。さらに、司馬顒へ「成都王（司馬穎）は陛下の弟であって大功があるのもかかわらず、朝廷に留まらずに封国に帰ったので、民心を得ております。斉王（司馬冏）は成都王を差し置いて専横の限りを尽くしており、朝廷から憎まれています。今、長沙王（司馬乂）に斉王を討つよう命じれば、兵が弱小である長沙王は必ずや殺されるでしょう。長沙王殺害の罪を理由に斉王を攻めて成都王を迎え入れ、社稷を安定させれば大勲功といえるでしょう」と勧めると、司馬顒はこれに従った。
12月、司馬顒は司馬冏の罪状を上書すると、檄文を各地に発布した。さらに、李含を都督に任じて張方ら諸軍を統率させ、共に洛陽へ向けて進撃させた。李含は陰盤を通って洛陽から120里まで迫った。同時期、司馬乂は洛陽城内から司馬顒に呼応し、司馬冏と3日間に渡る争いを繰り広げると、これに勝利して司馬冏を処断した。李含はこれを聞くと、軍を戻した。
李含は元々、司馬乂を殺した事を口実に司馬冏討伐を天下に布告し、それが成った暁には恵帝を廃して司馬穎を擁立し、さらに司馬顒を宰相とする事で李含自身もまた政治の実権を握る事を企んでいた。だが、結果的に司馬乂は司馬冏を撃ち破ってしまい、目論みは果たされなかったので、これに不満を抱いた。
太安2年（303年）、長沙王司馬乂が輔政するようになると、皇甫商はその参軍となり、皇甫商の兄皇甫重が秦州刺史に任じられた。李含はこれを甚だ憂慮し、司馬顒へ「皇甫商は司馬乂に信任されているので、皇甫重が公に従う事は無いでしょう。出来るだけ彼を早く除き、一地方の憂いを取り払うべきです。彼に朝廷内の官職を推薦し、帰還の途上で長安を通った時に、兵を派遣して捕らえるべきです」と勧めた。だが、皇甫重はこの謀略を事前に察知し、李含が乱を企んでいるとして秦州六郡の兵を率いてこれを討伐する許可を求めた。しかし、司馬乂はまだ乱を平定したばかりだった事から、混乱の拡大を避けるために皇甫重には兵の解散を命じ、李含を河南尹に任じて洛陽へ移らせた。李含はこれに従ったが、皇甫重は拒否した。李含は洛陽に移った後も司馬顒の計略を委ねられており、司馬顒へ献策を行い、金城郡太守游楷・隴西郡太守韓稚らに4郡の兵を率いさせ、冀城を守る皇甫重を攻撃させた。
また、司馬顒は密かに李含に命じ、侍中馮蓀・中書令卞粋らと共に司馬乂襲撃を命じた。だが、皇甫商は司馬乂へ「河間王（司馬顒）の奏によるならば、これらは皆、李含の進言との事です。もし図るのが遅ければ、禍が至る事でしょう。河間王がかつて挙兵したのも、李含の謀によるものですぞ」と述べ、警戒するよう事前に忠告していたので、司馬乂は李含らを捕らえて処刑した。